# Wspólnota administracyjna Babenhausen
Wspólnota administracyjna Babenhausen – wspólnota administracyjna (niem. Verwaltungsgemeinschaft) w Niemczech, w kraju związkowym Bawaria, w rejencji Szwabia, w regionie Donau-Iller, w powiecie Unterallgäu. Siedziba wspólnoty znajduje się w miejscowości Babenhausen. Powstała 1 maja 1978.
Wspólnota administracyjna zrzesza jedną gminę targową (Markt) oraz pięć gmin wiejskich (Gemeinde): 
- Babenhausen, gmina targowa, 5 307 mieszkańców, 27,23 km²
- Egg an der Günz, 1 135 mieszkańców, 20,65 km²
- Kettershausen, 1 731 mieszkańców, 26,73 km²
- Kirchhaslach, 1 292 mieszkańców, 32,04 km²
- Oberschönegg, 929 mieszkańców, 18,28 km²
- Winterrieden, 886 mieszkańców, 9,79 km²